# Distretto di Huandoval
Il distretto di Huandoval è un distretto del Perù nella provincia di Pallasca (regione di Ancash) con 1.144 abitanti al censimento 2007 dei quali 709 urbani e 435 rurali.
È stato istituito il 9 maggio 1923.